# The Traitors (Hrvatska)
The Traitors nadolazeći je hrvatski reality show temeljen prema nizozemskoj inačici De Verraders. Prikazivat će se na RTL-u.
Emisiju je stvorila i producirala All3Media-ina IDTV za nizozemski kanal RTL4, a premijerno je prikazana 2021. godine. Do sada je adaptirana u 25 globalnih teritorija, uključujući Veliku Britaniju, SAD i Španjolsku.

## Format
The Traitors je uzbudljiv reality show u kojem se sudionici natječu jedni protiv drugih dok pokušavaju da otkriju identitete tajnih "izdajnika" među njima. Glavni cilj natjecatelja je preživeti do kraja igre bez da ih izdajnici eliminiraju. Broj natjecatelja obično varira između 12 i 20, pri čemu je većina natjecatelja "lojalni" (loyalists), dok je manji broj tajno odabran da budu "izdajnici" (traitors).
Show se obično snima u misterioznom zamku ili velikoj kući koja doprinosi atmosferi sumnje i intrige. Svakodnevno se održavaju razne igre i izazovi kroz koje sudionici osvajaju nagrade i zaštitu. Ovi izazovi mogu biti fizičke, mentalne ili strateške prirode.
Eliminacije se događaju na dva načina. Svake noći, izdajnici se tajno sastaju i odlučuju kojeg vjernika žele eliminirati. Tokom dana, natjecateli sudjeluju u raspravama i glasanjima kako bi pokušali otkriti i eliminirati izdajnika. Onaj sa najviše glasova napušta igru.
Show se završava kada je broj izdajnika jednak broju lojalnika ili kada su svi izdajnici eliminirani. Ako lojalnici uspiju eliminirati sve izdajnike, preostali lojalnici dijele nagradu. Ako barem jedan izdajnik preživi do kraja, svi preostali izdajnici dijele nagradu.
Sudionici se natječu za veliki novčani fond, koji se često povećava kroz igre i izazove. Show uključuje visoku dozu psihološke igre, jer izdajnici moraju zadržati svoj tajni identitet dok pokušavaju manipulirati lojalnicima. Razvijaju se savezi i sukobi, što doprinosi drami i tenziji.
Show vodi karizmatični domaćin koji olakšava igre, izazove i ceremonije eliminacije, često dodajući humor i napetost situacijama. "The Traitors" obično uključuje segmente u kojima se prikazuju strategije sudionika, intervjui i komentari kako bi publika imala bolji uvid u unutrašnju dinamiku igre.